# Mesoperla crucigera
Mesoperla crucigera is een steenvlieg uit de familie borstelsteenvliegen (Perlidae). De wetenschappelijke naam van de soort is voor het eerst geldig gepubliceerd in 1913 door Klapálek.